# Agave ornithobroma
Agave ornithobroma är en sparrisväxtart som beskrevs av Howard Scott Gentry. Agave ornithobroma ingår i släktet Agave och familjen sparrisväxter. Inga underarter finns listade i Catalogue of Life.

## Bildgalleri

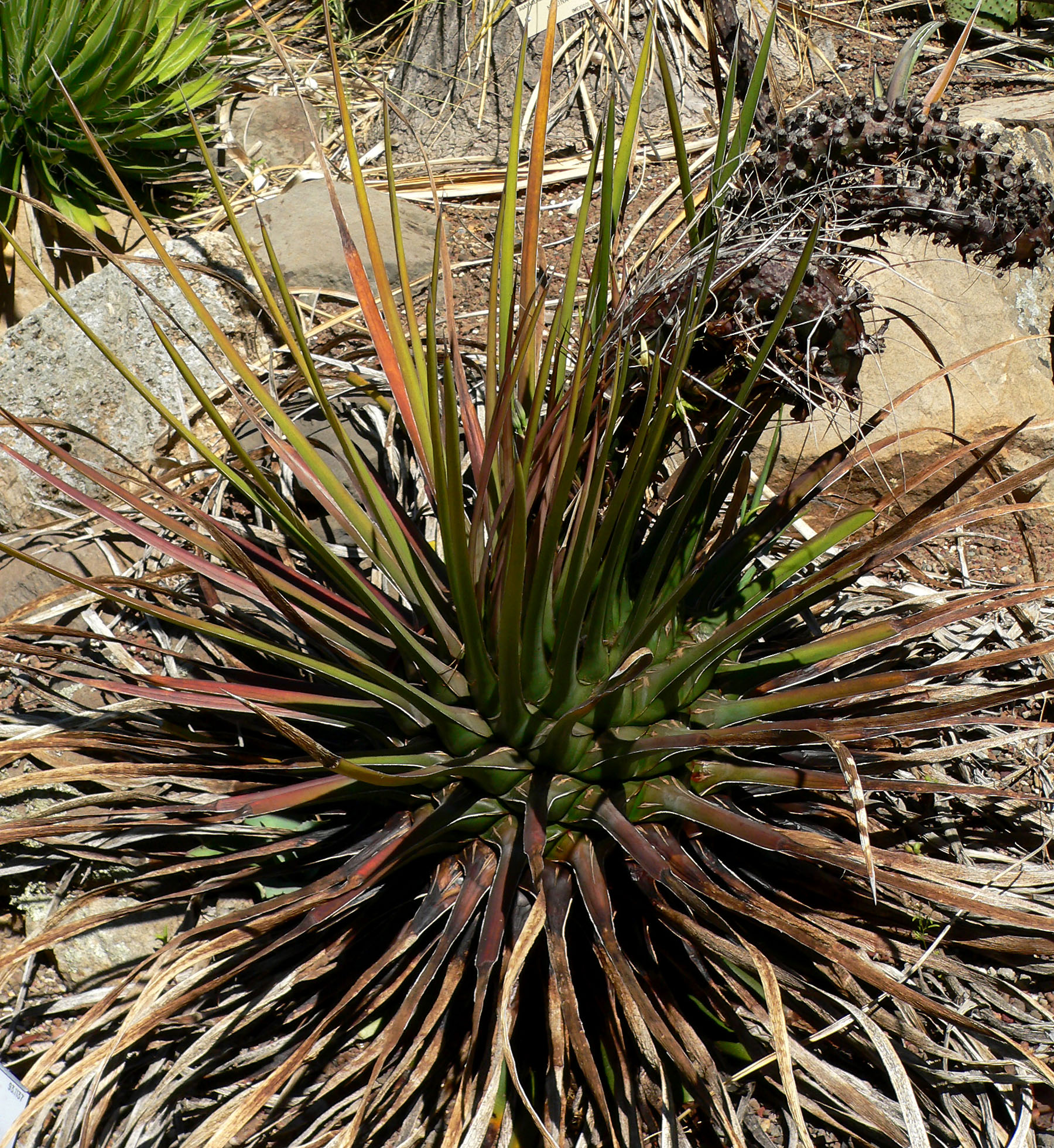